# Jacques Ogg

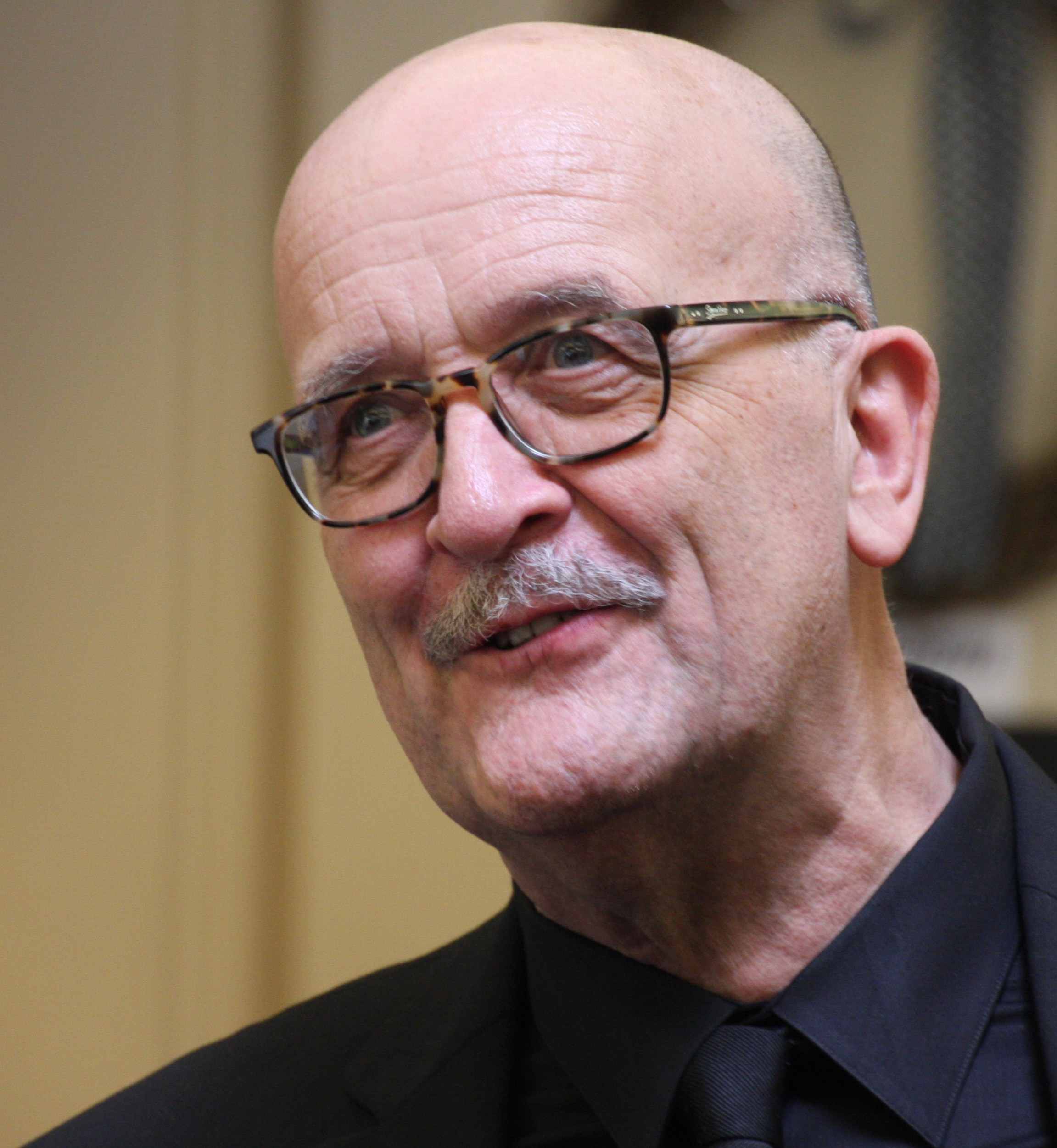
Jacques Ogg, 2017

Jacques Ogg (* 28. August 1948 in Maastricht) ist ein niederländischer Cembalist und Hammerklavierspieler.

## Leben
Am Konservatorium seiner Heimatstadt studierte Jacques Ogg Cembalo bei Anneke Uittenbosch und Orgel bei Kamiel D’Hooghe. Von 1970 bis 1974 vervollständigte er seine Studien bei Gustav Leonhardt und erhielt das Solistendiplom. Er gab Konzerte als Solist bei den großen Festivals für Alte Musik in Europa, in den USA, in Südamerika und in Japan. Er spielte in den Ensembles Concerto Palatino, Quartetto Amsterdam, De Egelentier, Les Eléments Amsterdam und The Orchestra of the 18th Century und begleitete unter anderem Anner Bylsma, Wilbert Hazelzet, Ricardo Kanji, Konrad Hünteler und Marion Verbruggen. Außerdem ist er Leiter des „Lyra Baroque Orchestra“ in Minneapolis. Zahlreiche Aufnahmen für die großen Klassiklabels und verschiedene Rundfunksender rundeten seine Karriere ab. 
Jacques Ogg ist Professor am Königlichen Konservatorium von Den Haag und an der Akademie für Alte Musik in Amsterdam. Er gab Meisterkurse in ganz Europa, Südamerika und Japan.